# Doddington, Lincolnshire
Doddington är en by i civil parish Doddington and Whisby, i distriktet North Kesteven, i grevskapet Lincolnshire, i England. Byn är belägen 8 km från Lincoln. Doddington var en civil parish fram till 1931 när blev den en del av Doddington and Whisby. Civil parish hade 128 invånare år 1921. Byn nämndes i Domedagsboken (Domesday Book) år 1086, och kallades då Dodingtone.